# Sunset Boulevard (avenida)

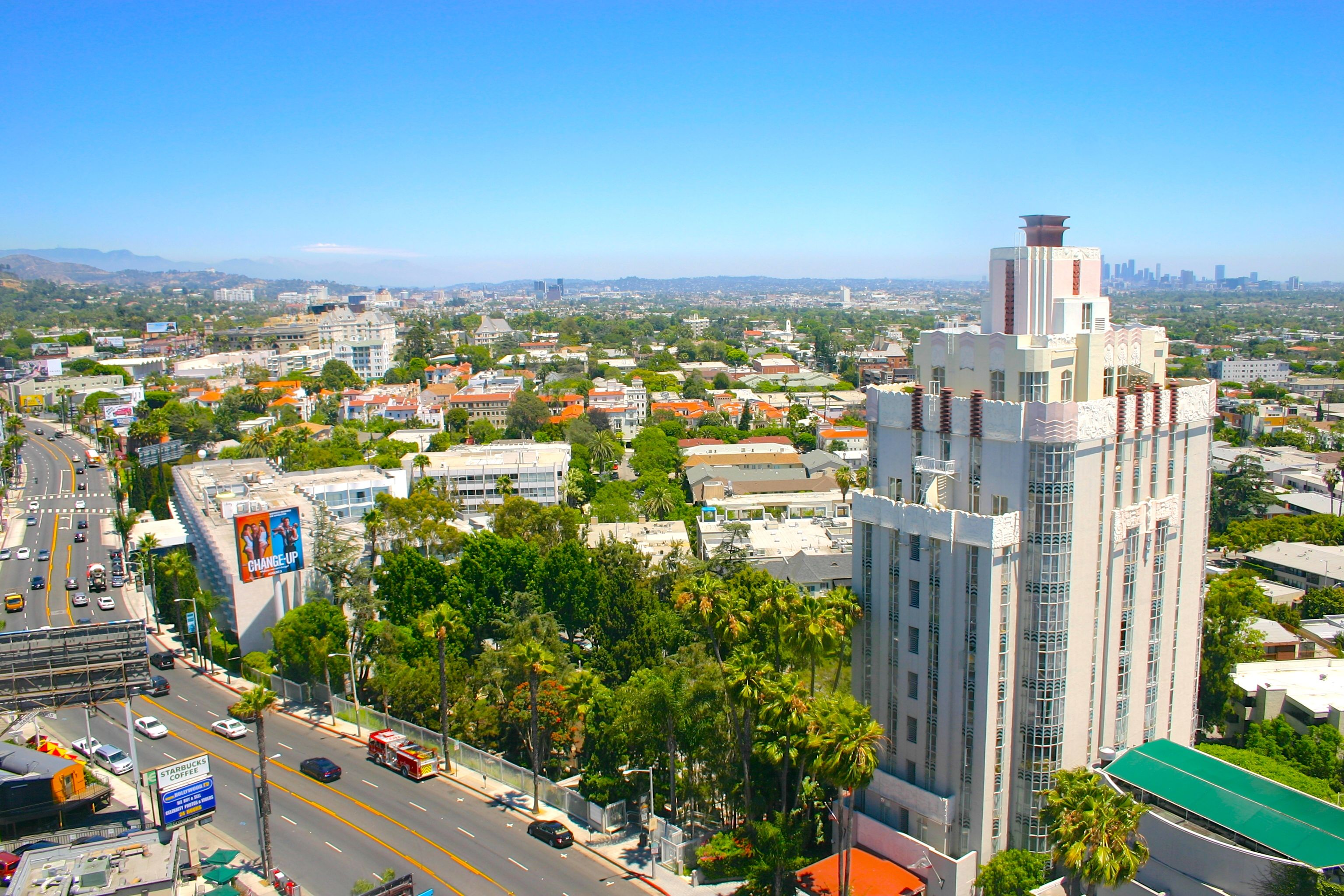
Sunset Boulevard ao cruzar a cidade de West Hollywood, com vista para o Sunset Tower.

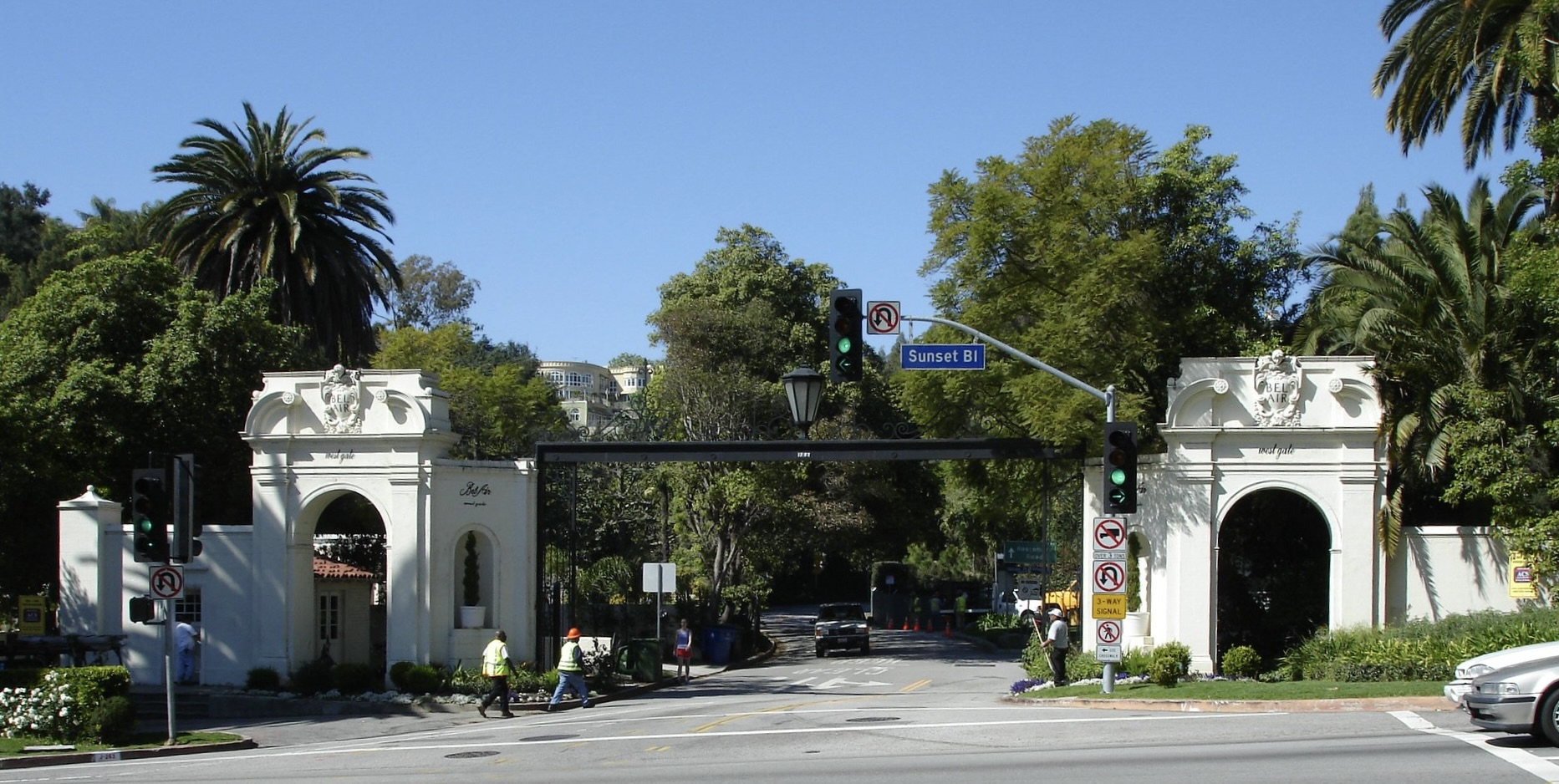
Sunset Blvd no portão oeste de Bel Air.

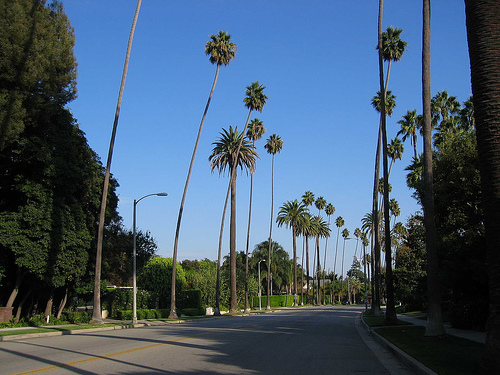
Sunset Boulevard na altura de Beverly Hills.

Sunset Boulevard é uma boulevard na zona central e no oeste do Condado de Los Angeles, Califórnia, que se estende da Figueroa Street, no Centro de Los Angeles até a Pacific Coast Highway em Pacific Palisades, na costa do Oceano Pacífico. É uma importante via nas cidades de Beverly Hills e West Hollywood (incluindo uma parte conhecida como Sunset Strip), bem como em vários distritos da região oeste de Los Angeles.

## Geografia

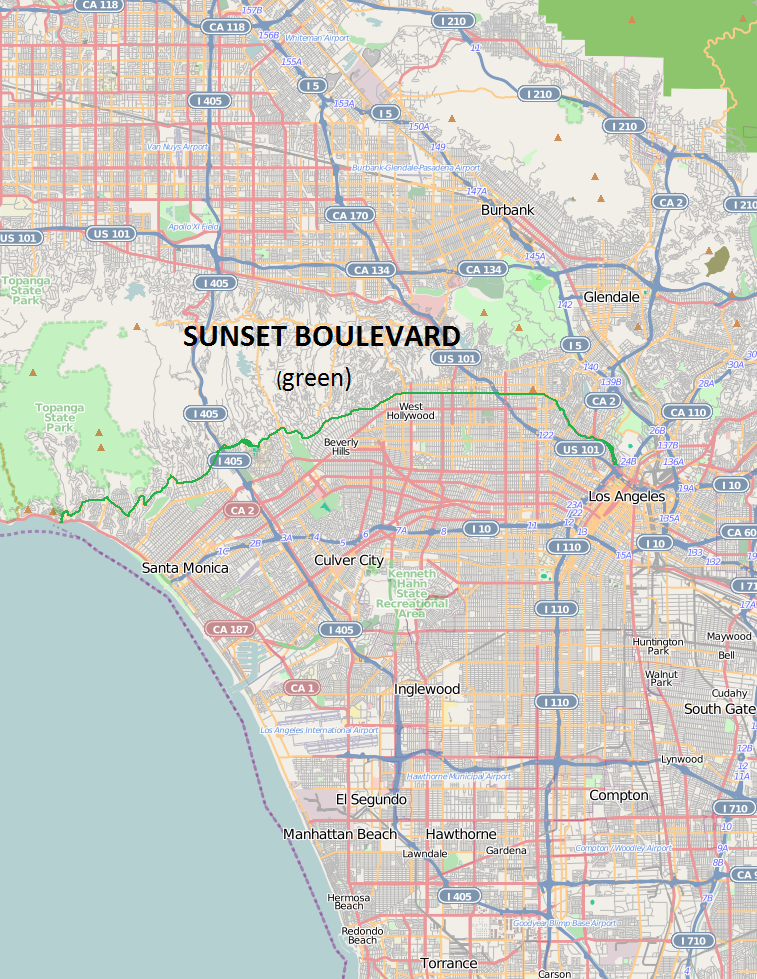
Sunset Boulevard (em verde).

Medindo cerca de 22 milhas (35 km) de comprimento, a avenida traça aproxiadamente  o arco de montanhas que formam o limite norte da Bacia de Los Angeles, seguindo o caminho de uma trilha de grado da década de 1780 que parte do Pueblo de Los Angeles  rumo ao oceano.
Do Centro de Los Angeles, o boulevard se dirige a noroeste, para Hollywood, através do qual ela viaja para oeste, por vários quilômetros antes de fazer uma curva a sudoeste em direção ao oceano. Ele passa através ou perto de Echo Park, Silver Lake, Los Feliz, Hollywood, West Hollywood, Beverly Hills e Holmby Hills. Em Bel-Air, a Sunset Boulevard corre ao longo da fronteira norte do campus Westwood da UCLA. A avenida continua através de Brentwood a Pacific Palisades, terminando  no ponto de intersecção da Pacific Coast Highway.
A avenida tem trechos de curvas sinuosas e pode ser traiçoeira para motoristas incautos em algumas seções. A Sunset Boulevard possui pelo menos quatro faixas de largura ao longo de todo o percurso. A Sunset fica freqüentemente congestionada com fluxo de tráfego além de sua capacidade designada.
A Sunset Boulevard historicamente se estendia mais a leste do que agora, começando na Alameda Street, perto da Union Station e ao lado da Olvera Street, na seção histórica do centro da cidade. A porção do Sunset Boulevard a leste da Rua Figueroa foi rebatizada de Cesar Chavez Avenue em 1994, juntamente com Macy Street e Brooklyn Avenue, em homenagem ao falecido líder sindical mexicano-americano e ativista dos direitos civis.

## História
Em 1877, Horace H. Wilcox, um dos primeiros proprietários de imóveis do "leste dos EUA", decidiu subdividir seus  20 acre(s)s (8 ha) de terrenos (principalmente pomares e vinhedos) ao longo da Sunset Boulevard, incluindo o que hoje é Hollywood e Vine..
Em 1890, o diplomata Belga Victor Ponet comprou 240 acre(s)s (97 ha) de concessão de terras do antigo Rancho La Brea. o Seu genro, Francis S. Montgomery, herdou a propriedade e criou a Sunset Plaza.
De acordo com um artigo de 1901 no Los Angeles Herald, o Sunset só se estendia de Hollywood no oeste até a Marion Avenue no distrito de Echo Park no leste.. A Junta de Obras Públicas propôs estender a avenida a leste até a Main Street na Plaza, passando a estrada pela seção existente da Bellevue Avenue. mas o plano foi adiado até aproximadamente 1904, devido à oposição dos proprietários de terras atingidos De acordo com o 1910 Baist Real Estate Survey Atlas, a Sunset Boulevard alcançava o Plaza naquele tempo mas somente por dois segmentos curtos e estreitos que não estavam alinhados entre si e, portanto, não lhe proporcionavam uma via adequada. No final de 1912, várias propriedades ao longo da rota foram condenadas para que a avenida pudesse ser alterada tanto em  largura como em  alinhamento. Com essas mudanças concluídas, a Sunset Boulevard agora alcançava a North Main Street e continuava como Marchessault ao longo do extremo norte da Plaza. Esta seção, marcada e assinada como Marchessault Street ou East Sunset Boulevard, permaneceu aberta ao tráfego até o final dos anos 1960 ou início dos anos 1970. Naquela época a Sunset foi realinhada uma quadra para norte e  Marchessault fechada para veículos automotores.
Em 1921, uma expansão da avenida para o oeste começou, estendendo-se a estrada do atual terminal na Sullivan Canyon através de Santa Monica até a costa. Esta terra, uma parte do terreno original de 1838 de Francisco Marquez, estendes-se por muma mesa e ficou conhecida como a "Riviera section". Will Rogers, que comprara boa parte desta terra como um investimento, mais tarde doou-a ao Estado da Califórnia, para a criação do Will Rogers State Historic Park. por volta de 1931, a Sunset foi uma estrada asfaltada de Horn Avenue a Havenhurst Avenue.

## Aspectos culturais

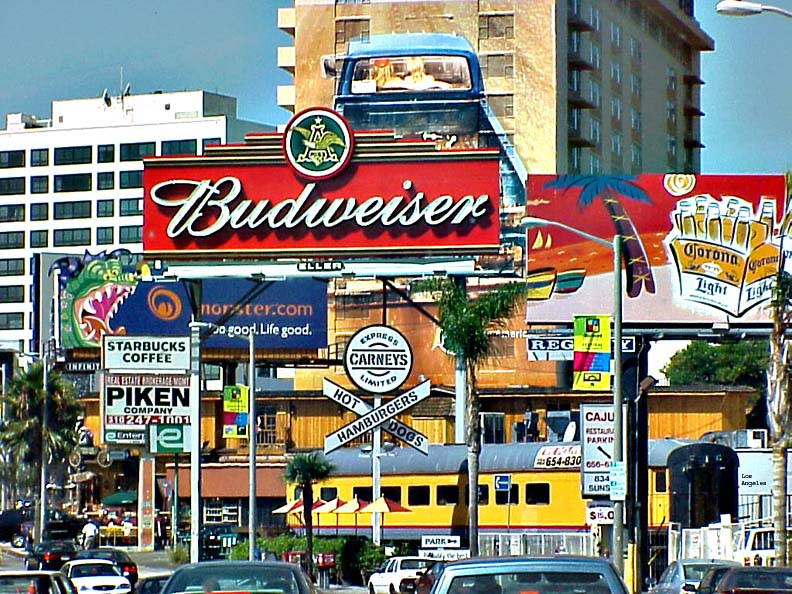
Letreiros e outdoors ao longo da Sunset Strip em West Hollywood.

O trecho chamado de Sunset Strip da Sunset Boulevard em West Hollywood tem sido famoso pela sua ativa vida noturna, pelo menos desde a década de 1950.
Na década de 1970, a área entre Gardner Street e Western Avenue era um centro de prostituição de rua. Pouco depois de um incidente bem divulgado em junho de 1995 , policiais expulsaram a maior parte das prostitutas na Avenida.
Parte da Sunset Boulevard, em Hollywood, também é às vezes chamada de "Guitar Row" devido ao grande número de lojas de guitarra e empresas relacionadas à indústria musical, incluindo os estúdios de gravação Sunset Sound Studios e United Western Recorders.
A avenida é comemorada no filme Sunset Boulevard de 1950, de Billy Wilder, no musical de mesmo nome de Andrew Lloyd Webber, e na série de televisão dos anos 50, 77 Sunset Strip. A canção "Dead Man's Curve", de Jan and Dean, de 1960, refere-se a uma seção da estrada perto de Bel Air, ao norte do Estádio Drake da UCLA, onde Jan Berry quase morreu em um acidente de carro em 1966. A canção "For What It Worth", do Buffalo Springfield, foi escrita sobre um tumulto no Pandora's Box, um clube do Sunset Strip, em 1966.
As linhas Metro Local 2, 302 e 602 operam na Sunset Boulevard, com as duas primeiras percorrendo a maior parte da Sunset Boulevard entre o centro de Los Angeles e a UCLA, e a segunda da UCLA a oeste. A Linha Vermelha do Metrô opera uma estação de metrô na Avenida Vermont.
Em 4334 W. Sunset Boulevard encontra-se a parede destacada na capa do álbum de 2000 ''Figure 8'', do falecido cantor e compositor Elliott Smith. Desde a morte de Smith em 2003, o muro se tornou um memorial para o artista; fãs deixaram muitas mensagens pessoais ao longo dos anos.

## Pontos de interesse (passado e presente)
- Amoeba Records
- Beverly Hills Hotel
- Blessed Sacrament Church
- Book Soup
- Carney's
- CBS Columbia Square
- Chateau Marmont
- Cinerama Dome
- Comedy Store
- Crossroads of the World
- Directors Guild of America (sede)
- Dudley Do-Right Emporium
- Earl Carroll Theatre
- The Garden of Allah
- Gower Gulch
- Hollywood Athletic Club
- Hollywood High School
- Hollywood Palladium
- Hotel Bel-Air
- House of Blues
- Hyatt West Hollywood
- KCET
- KTLA
- The London Fog
- Los Angeles Film School
- Marymount High School

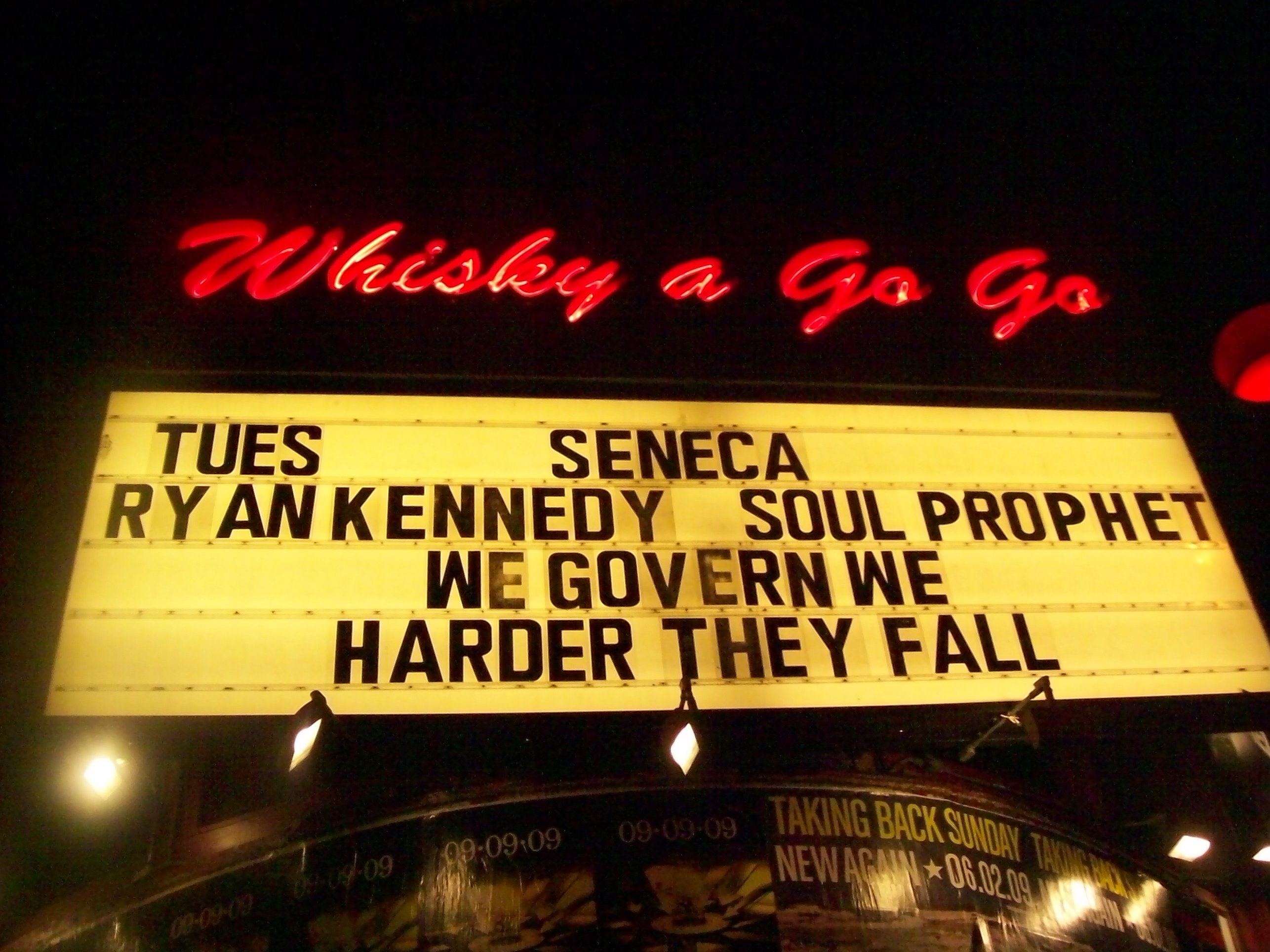
Whisky a Go Go na Sunset Strip

- Metromedia Square (antigo Fox Television Center and KTTV studios)
- Nickelodeon on Sunset
- Palisades Charter High School
- Psychiatry: An Industry of Death Museum
- Rainbow Bar and Grill
- Rock Walk
- Self-Realization Fellowship Lake Shrine
- Spago
- Standard Hotel
- Sunset Junction
- Sunset Gower Studios
- Tiffany Theatre
- Tiki Ti
- UCLA
- Viper Room
- Whisky a Go Go
- The Roxy Theatre
- Will Rogers State Beach
- Will Rogers State Historic Park